# ساوث تومس ريفر (نيوجيرسي)
ساوث تومس ريفر (بالإنجليزية: South Toms River borough, New Jersey)‏ هي منطقة سكنية تقع بولاية نيوجيرسي في الولايات المتحدة. تبلغ مساحتها 3.13 كم2، وترتفع عن سطح البحر 15.8496 م، بلغ عدد سكانها 3,684 نسمة في عام 2010 حسب إحصاء مكتب تعداد الولايات المتحدة وتصل الكثافة السكانية فيها 1,177 نسمة لكل كيلومتر مربع (3,048.4/ميل2).

## التركيبة السكانية
حدّد مكتب تعداد الولايات المتحدة بيانات التركيبة السكانية لساوث تومس ريفر في تعداد الولايات المتحدة. في ما يلي، التركيبة السكانية حسب تعدادي 2000 و2010.

### تعداد عام 2000
بلغ عدد سكان ساوث تومس ريفر 3,634 نسمة بحسب تعداد عام 2000، وبلغ عدد الأسر 1,073 أسرة وعدد العائلات 902 عائلة مقيمة في المنطقة السكنية. في حين سجلت الكثافة السكانية 1,161 نسمة لكل كيلومتر مربع (3,007.0/ميل2). وبلغ عدد الوحدات السكنية 1,123 وحدة بمتوسط كثافة قدره 358.8 لكل كيلومتر مربع (929.3/ميل2).
وتوزع التركيب العرقي للمنطقة السكنية بنسبة 72.56% من البيض و21.16% من الأمريكيين الأفارقة و0.14% من الأمريكيين الأصليين و0.69% من الأمريكيين ذوي الأصول الآسيوية و2.50% من الأعراق الأخرى و2.94% من عرقين مختلطين أو أكثر و9.27% من الهسبانيون أو اللاتينيون من أي عرق.
بلغ عدد الأسر 1,073 أسرة كانت نسبة 50.8% منها لديها أطفال تحت سن الثامنة عشر تعيش معهم، وبلغت نسبة الأزواج القاطنين مع بعضهم البعض 55.2% من أصل المجموع الكلي للأسر، ونسبة 22.7% من الأسر كان لديها معيلات من الإناث دون وجود شريك، بينما كانت نسبة 6.2% من الأسر لديها معيلون من الذكور دون وجود شريكة وكانت نسبة 15.9% من غير العائلات. تألفت نسبة 12.5% من أصل جميع الأسر من عدة أفراد يعيشون في نفس المنزل ونسبة 5.4% كانت تتألف من شخص يعيش بمفرده يبلغ من العمر 65 عاماً أو أكثر. وبلغ متوسط حجم الأسرة المعيشية 3.39، أما متوسط حجم العائلات فبلغ 3.63.
بلغ العمر الوسطي للسكان 31.9 عاماً. وكانت نسبة 32.1% من القاطنين تحت سن الثامنة عشر، وكانت نسبة 9.3% بين الثامنة عشر والرابعة والعشرين عاماً، ونسبة 29.2% كانت واقعةً في الفئة العمرية ما بين الخامسة والعشرين والرابعة والأربعين عاماً، ونسبة 20.4% كانت ما بين الخامسة والأربعين والرابعة والستين، ونسبة 9% كانت ضمن فئة الخامسة والستين عاماً فما فوق. يوجد لكل 100 أنثى 93.1 ذكر، ويوجد لكل 100 أنثى في الثامنة عشر من عمرها فما فوق 88.5 ذكر.
بلغ متوسط دخل الأسرة في المنطقة السكنية 43,468 دولارًا، أما متوسط دخل العائلة فبلغ 45,375 دولارًا. وكان متوسط دخل الذكور 31,859 دولارًا مقابل 24,837 دولارًا للإناث. وسجل دخل الفرد الخاص بالمنطقة السكنية 16,292 دولارًا. وكانت نسبة 11.2% من العائلات ونسبة 12.6% من السكان تحت خط الفقر، وكان من هؤلاء نسبة 18.9% تحت سن الثامنة عشر ونسبة 18.3% في الخامسة والستين من العمر وما فوق.

### تعداد عام 2010
بلغ عدد سكان ساوث تومس ريفر 3,684 نسمة بحسب تعداد عام 2010، وبلغ عدد الأسر 1,098 أسرة وعدد العائلات 907 عائلة مقيمة في المنطقة السكنية. في حين سجلت الكثافة السكانية 1,177 نسمة لكل كيلومتر مربع (3,048.4/ميل2). وبلغ عدد الوحدات السكنية 1,160 وحدة بمتوسط كثافة قدره 370.6 لكل كيلومتر مربع (959.8/ميل2).
وتوزع التركيب العرقي للمنطقة السكنية بنسبة 67.59% من البيض و19.33% من الأمريكيين الأفارقة و0.57% من الأمريكيين الأصليين و0.62% من الأمريكيين ذوي الأصول الآسيوية و7.14% من الأعراق الأخرى و4.75% من عرقين مختلطين أو أكثر و19.49% من الهسبانيون أو اللاتينيون من أي عرق.
بلغ عدد الأسر 1,098 أسرة كانت نسبة 47.2% منها لديها أطفال تحت سن الثامنة عشر تعيش معهم، وبلغت نسبة الأزواج القاطنين مع بعضهم البعض 52.3% من أصل المجموع الكلي للأسر، ونسبة 21.9% من الأسر كان لديها معيلات من الإناث دون وجود شريك، بينما كانت نسبة 8.5% من الأسر لديها معيلون من الذكور دون وجود شريكة وكانت نسبة 17.4% من غير العائلات. تألفت نسبة 12.8% من أصل جميع الأسر من عدة أفراد يعيشون في نفس المنزل ونسبة 5.6% كانت تتألف من شخص يعيش بمفرده يبلغ من العمر 65 عاماً أو أكثر. وبلغ متوسط حجم الأسرة المعيشية 3.36، أما متوسط حجم العائلات فبلغ 3.61.
بلغ العمر الوسطي للسكان 34.0 عاماً. وكانت نسبة 28.1% من القاطنين تحت سن الثامنة عشر، وكانت نسبة 10.6% بين الثامنة عشر والرابعة والعشرين عاماً، ونسبة 26.7% كانت واقعةً في الفئة العمرية ما بين الخامسة والعشرين والرابعة والأربعين عاماً، ونسبة 25.8% كانت ما بين الخامسة والأربعين والرابعة والستين، ونسبة 8.8% كانت ضمن فئة الخامسة والستين عاماً فما فوق. وتوزع التركيب الجنسي للسكان بنسبة 48.7% ذكور و51.3% إناث.

## وصلات خارجية
- الموقع الرسمي